# Yanga andriana
Espèce
La cigale Yanga andriana est une espèce d'insecte de l'ordre des hémiptères, de la famille des Cicadidae, de la sous-famille des Cicadinae et du genre Yanga.

## Répartition
La cigale Yanga andriana se rencontre sur l'île de Madagascar.

## Description

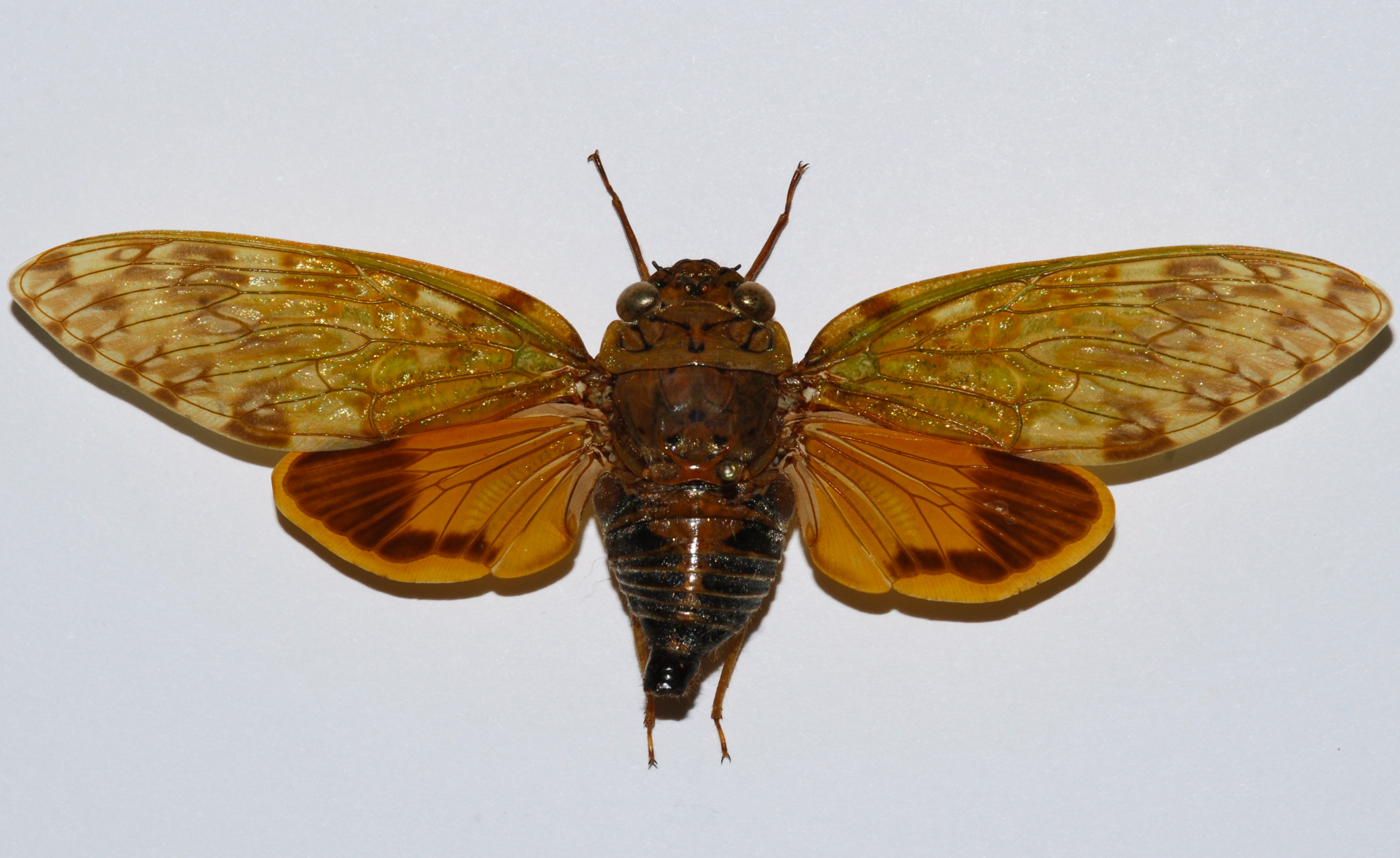
Yanga andriana (Mahabo, Madagascar)

Le bord costal des homélytres est très arqué dès l’insertion et la membrane costale est dilatée. La tête est conique et plus large que la base du mésonotum. La largeur de la membrane costale est au plus égale à deux fois celle de la cellule costale.
Les tegmina et les ailes sont opaques. Les ailes sont noir brillant ou noir brillant marron.

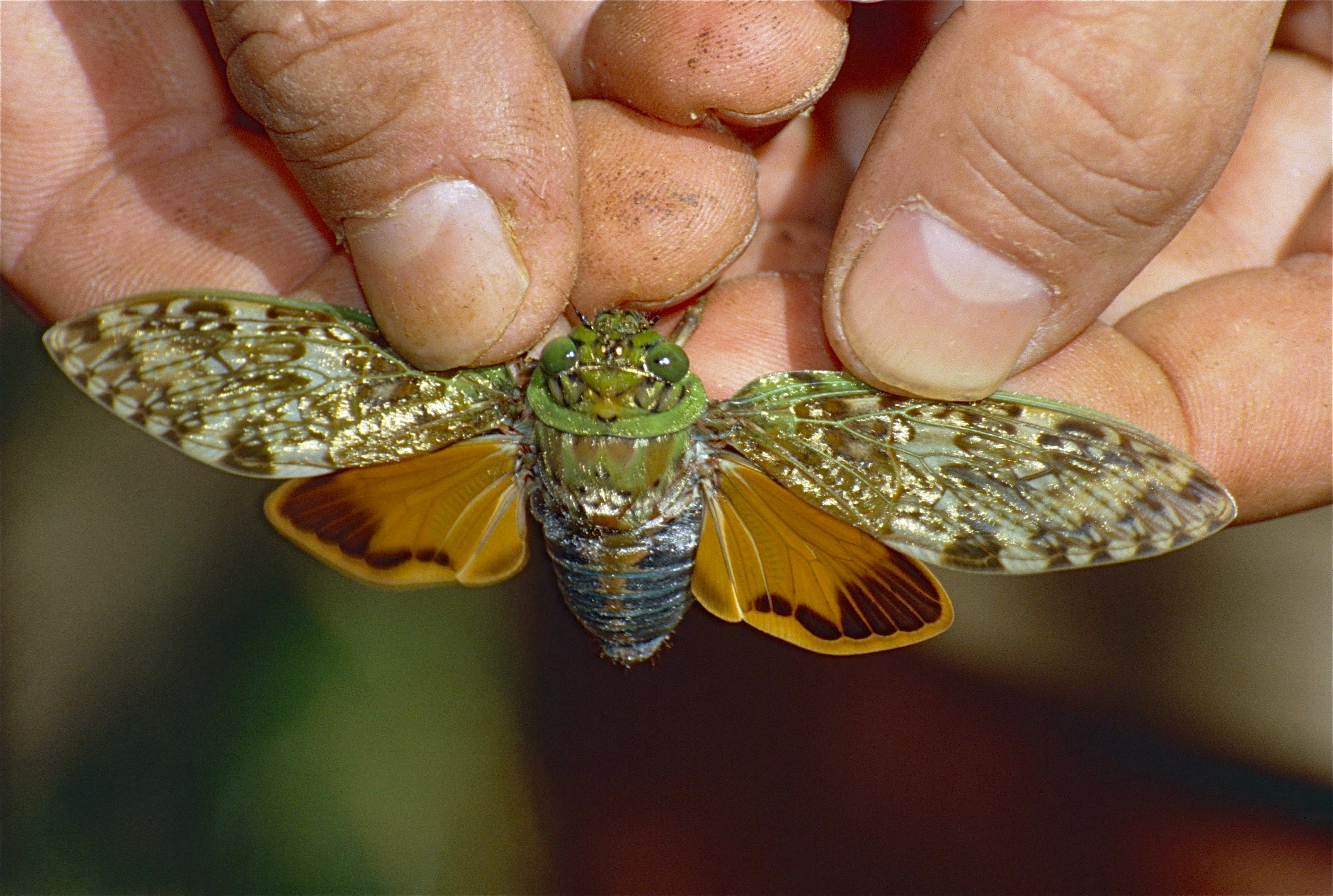
Yanga andriana (Perinet, Madagascar)

## Systématique
L'espèce a été décrite par le zoologiste britannique William Lucas Distant en 1899 sous le protonyme Platypleura andriana.

### Synonymie
- Platypleura andriana Distant, 1899 (protonyme)[3]